# 阿什特比拉河
阿什特比拉河是位于美国俄亥俄州克里夫蘭东北方的一条河流，于阿什塔比拉市注入伊利湖。

## 名称
“阿什特比拉”一词源自阿尔冈昆语 ashte-pihële，意思是“多鱼的河”。